# Warszawa Szczęśliwice (stacja postojowa)
Warszawa Szczęśliwice – stacja postojowa użytkowana przez SKM Warszawa, a do stycznia 2014 również przez PKP Intercity. Obiekt położony jest w warszawskiej dzielnicy Wola i mieści się na ul. Potrzebnej 54. Nieruchomość zlokalizowana jest na terenach kolejowych pomiędzy przystankami kolejowymi Warszawa Włochy i Warszawa Reduta Ordona, a w jej bezpośrednim sąsiedztwie znajdują się również tereny przemysłowe i zabudowa usługowa, w tym centra handlowe.

## Historia

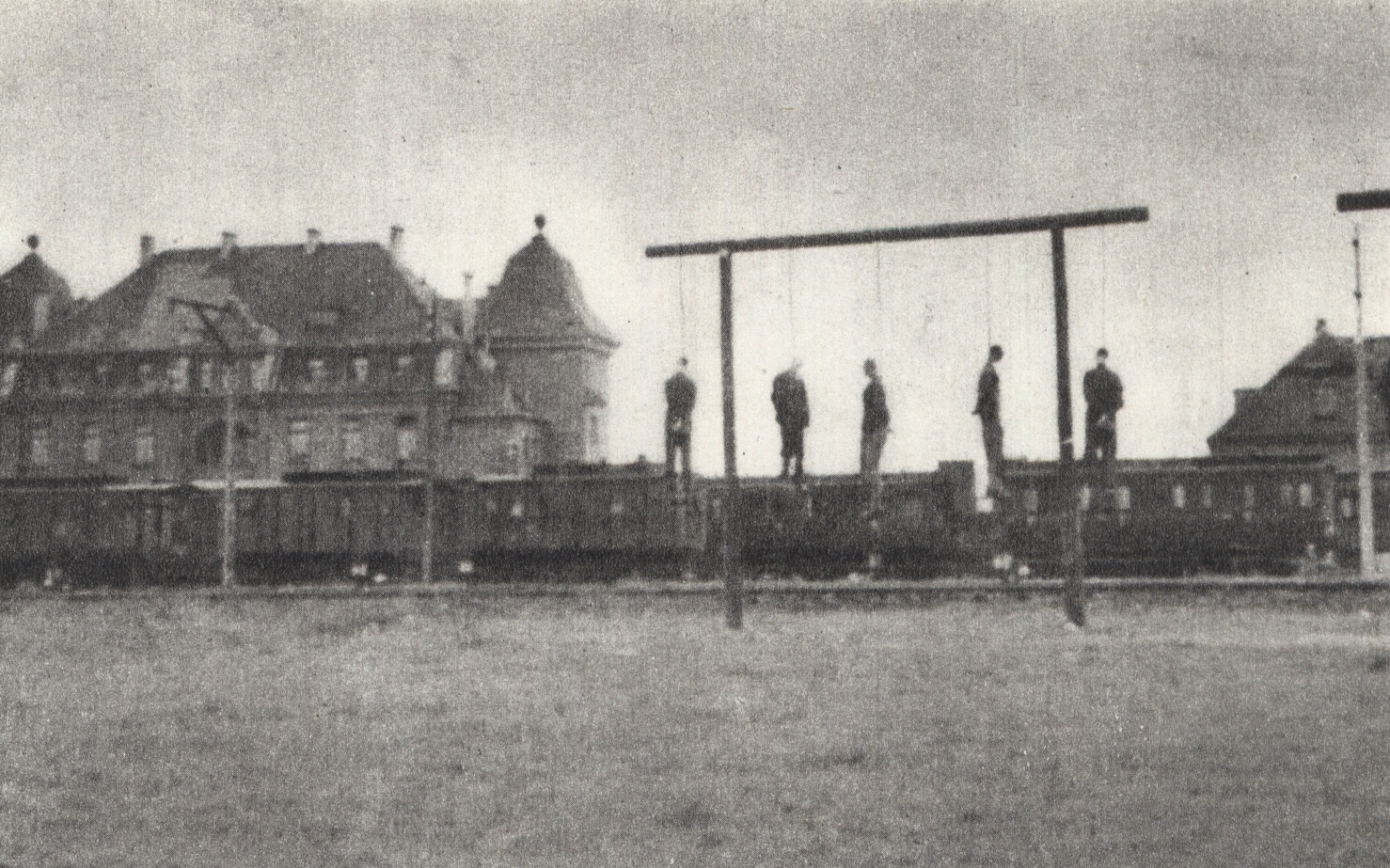
Egzekucja z 16 października 1942

15 grudnia 1936 uruchomiono odcinek Pruszków – Otwock, co zapoczątkowało elektryfikację warszawskiego węzła kolejowego. Lokomotywownia Szczęśliwice została uruchomiona w II połowie lat 30. XX w.
4 września 1939 podczas zmasowanego bombardowania Warszawy szczęśliwicka wagonownia uległa zniszczeniu.
W nocy z 7 na 8 października 1942 patrole saperskie Armii Krajowej w ramach akcji dywersyjnej „Wieniec” wysadziły w powietrze tory kolejowe dookoła Warszawy wykolejając kilka pociągów i paraliżując niemieckie transporty wojskowe. W odwecie hitlerowcy zamordowali 89 więźniów Pawiaka. Pięćdziesięciu z nich zostało straconych przez powieszenie w dniu 16 października, przy czym dziesięć ofiar powieszono na terenie stacji.

## Wygląd

### Układ torowy
Stacja posiada połączenie ze stacją Warszawa Zachodnia.
Grupę torów przyjazdowych stanowią tory o numerach 3, 5, 7, 9, 11, 13 i 15. Wszystkie tory z wyjątkiem torów numer 13 i 15 są zelektryfikowane. Grupa torów postojowych składa się z 30 torów, wśród których są częściowo niezelektryfikowane tory odjazdowe. Sieć trakcyjna zasilana jest z Podstacji Trakcyjnej Warszawa Zachodnia.
Tor numer 155 był wyposażony w myjnię, która nie posiadała własnej oczyszczalni ścieków, w związku z czym nie spełniała norm ochrony środowiska i została zdemontowana.

### Hala całopociągowa

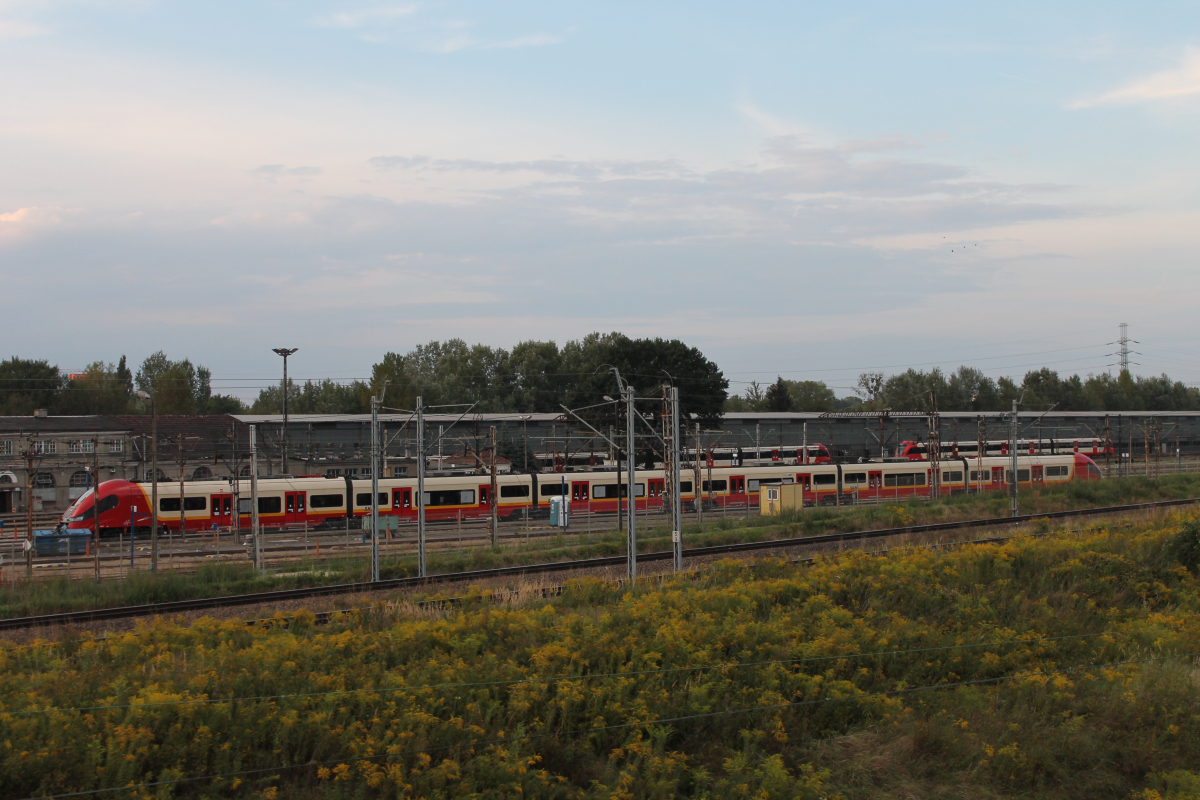
Składy SKM Warszawa na tle hali całopociągowej

Hala jest konstrukcji stalowej na podbudowie ściany betonowej. Ma długość 392,3 m, szerokość 18 m i kubaturę 63 834 m³. Konstrukcję hali stanowią żelbetonowe stopy i ławy oraz stalowe słupy, wiązary dachowe i płatwie. Ściany wykonano z blachy trapezowej stalowej ocynkowanej. Na całej długości budynku w ścianach znajdują się okna w stalowych ramach. Dach pokryty jest blachą trapezową. Obiekt jest wyposażony w instalację elektryczną, wodociągową i częściowo ogrzewanie tymczasowe.
Hala jest przelotowa, posiada możliwość wjazdu i wyjazdu taboru od strony zachodniej i wschodniej. Przez halę poprowadzono tory o numerach 17 i 19. Wyposażone są one w trakcję elektryczną oraz kanały naprawcze znajdujące się w betonowej posadzce.
W sąsiedztwie hali znajduje się zaplecze złożone z 13 kontenerów.

### Hala przeglądowa
Hala jest konstrukcji stalowej na podbudowie ściany betonowej. Ma długość 85 m, szerokość 17,5 m i kubaturę 10 126 m³. Konstrukcję hali stanowią stalowe słupy, krokwie i płatwie. Ściany wykonano z blachy trapezowej. Na całej długości budynku w górnej części ścian znajdują się świetliki. Dach pokryty jest blachą trapezową, a posadzkę wykonano z betonu. Obiekt jest wyposażony w instalację elektryczną, nie jest ogrzewany.
Hala posiada wjazd tylko od strony zachodniej. W budynku poprowadzono tory o numerach 37 i 39, które wewnątrz hali kończą się kozłami oporowymi.

### Budynki zabytkowe i miejsca pamięci

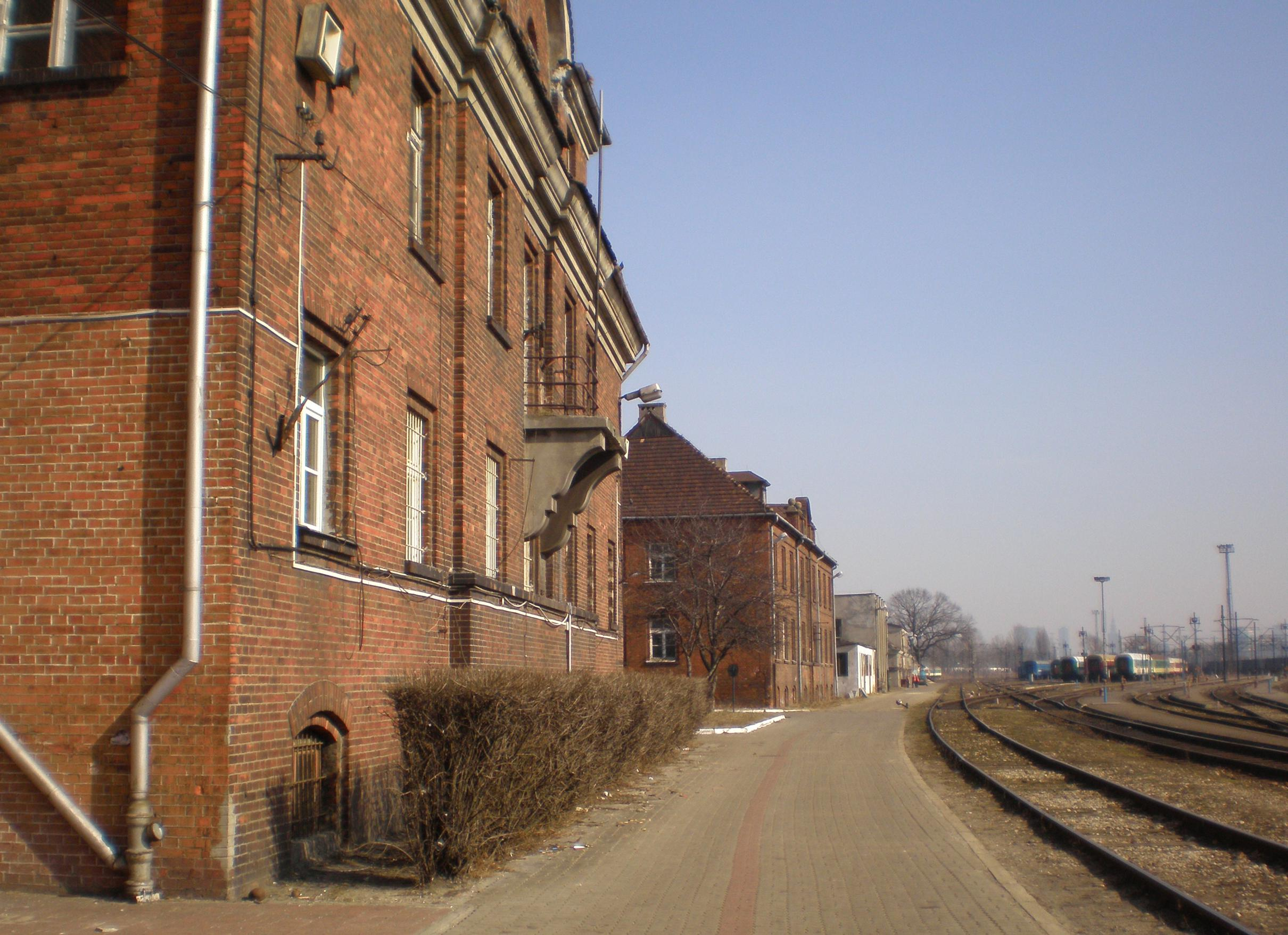
Zabytkowa zabudowa na terenie stacji

Na terenie wagonowni Szczęśliwice znajduje się zespół przedwojennych budynków pochodzących z lat 1922–1933. W jego skład wchodzi m.in. budynek administracyjny i akumulatornia z 1926, kompresornia, warsztaty i dom zawiadowcy z 1929 oraz spawalnia z 1933. Kompleks ten prezentuje rozpowszechnioną w budownictwie kolejowym architekturę z elementami neorenesansu i neobaroku. 29 stycznia 2007 wymienione budynki zostały wpisane do rejestru zabytków pod numerem A-758. W 2014 pojawił się pomysł, by do zabytkowej zabudowy na terenie stacji przenieść Muzeum Kolejnictwa.
Na terenie obiektu znajduje się krzyż i tablica upamiętniająca egzekucję z 16 października 1942.

## Eksploatacja

### PKP Intercity

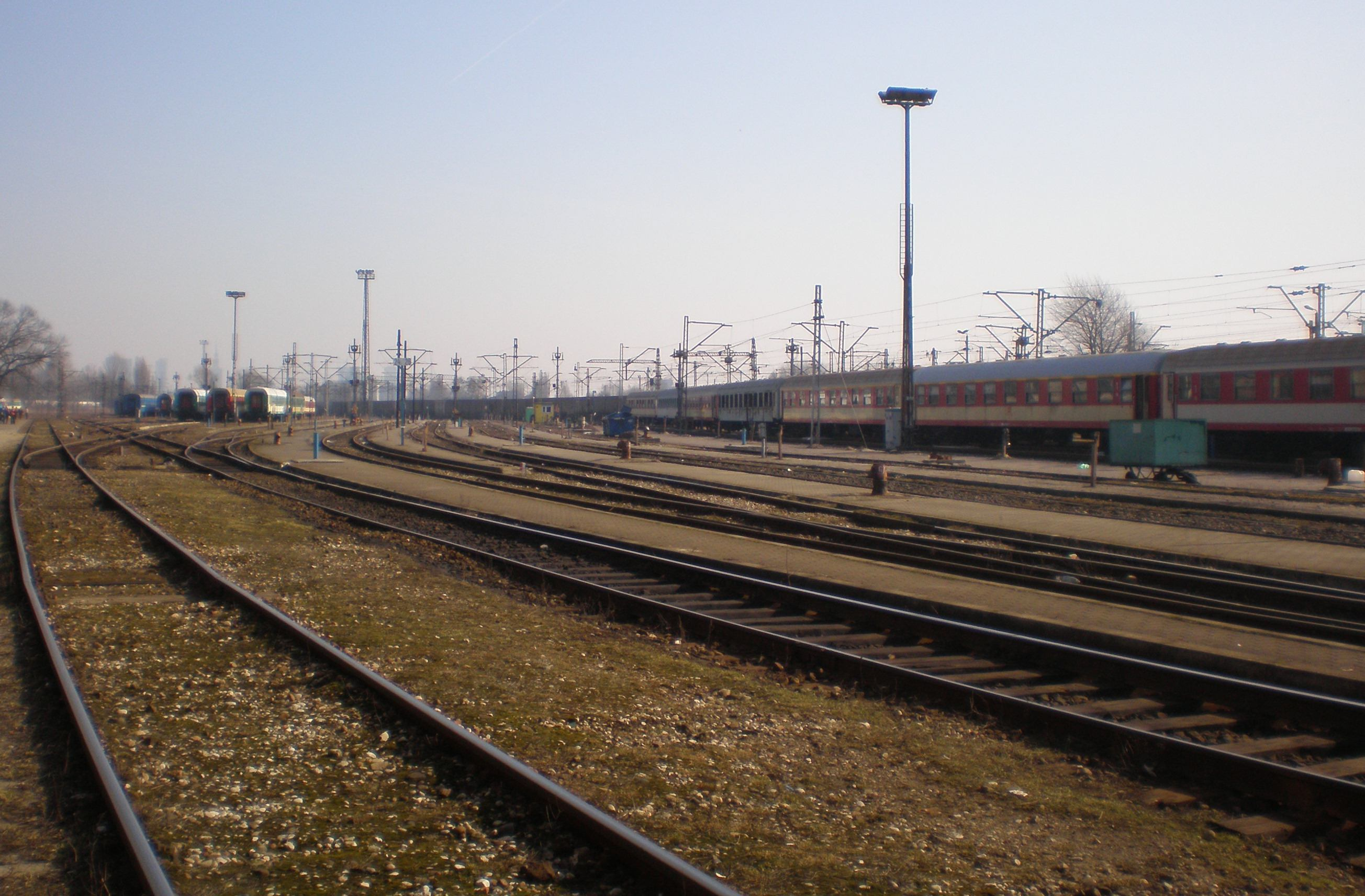
Wagony PKP Intercity na terenie stacji

Obiekt pierwotnie przeznaczony był do obsługi składów pociągów dalekobieżnych, stąd jego układ torowy jest rozbudowany. Na stacji odbywał się wzmożony ruch w wyniku obsługi pociągów kończących bieg z kierunku wschodniego i północno-wschodniego na stacji Warszawa Zachodnia. W związku z przeniesieniem części prac serwisowych do stacji Warszawa Grochów przewoźnik wykonywał znacznie mniej zadań. Operator użytkował tory o numerach 2, 3, 4, 5, 6, 8, 66, 68, 70 i 78 oraz rozjazdy o numerach 1, 2, 3, 4, 5, 8, 9, 10, 800, 802, 111, 112, 130, 40, 41, 42 i 43.
W 2008 PKP Intercity pierwszy raz poinformowały, że planują opuścić teren obiektu. Uznano, że do obsługi taboru wystarczająca będzie stacja Grochów. W 2011 dzierżawą terenu zainteresowała się SKM Warszawa. PKP IC oddając teren chciały również przekazać opiekę nad zabytkowymi budynkami znajdującymi się na stacji, na co nie zgadzała się SKM. Ostatecznie 1 czerwca 2012 przewoźnik przekazał większość terenu stacji SKM, a 1 stycznia 2014 całkowicie zakończył eksploatację obiektu.

### SKM Warszawa

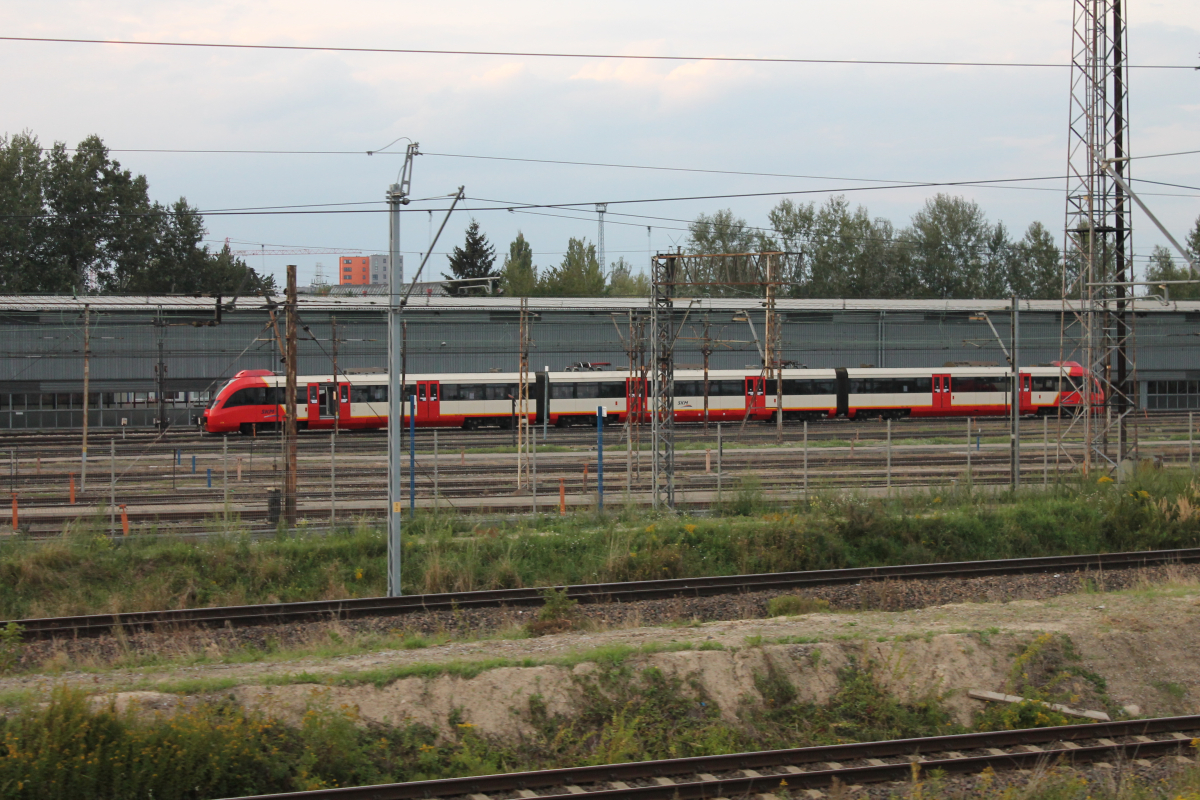
Pociąg 14WE na tle hali całopociągowej

Szybka Kolej Miejska w Warszawie powstała w 2005. Od początku działalności nie miała własnego zaplecza i jako kolej aglomeracyjna poszukiwała bazy w centrum miasta. W 2011 rozpoczęła rozmowy z PKP Intercity w sprawie przejęcia części stacji Szczęśliwice.
1 czerwca 2012 SKM Warszawa rozpoczęła 20-letnią dzierżawę ponad 20 ha terenu, co stanowiło większość obszaru stacji, natomiast 25 czerwca nastąpiło protokolarne przejęcie przez przedsiębiorstwo tego terenu wraz z infrastrukturą. Mimo to już we wrześniu 2011 na terenie obiektu stacjonowały składy 27WE Elf należące do przewoźnika. W połowie lipca 2012, po aktach wandalizmu na taborze, SKM postanowiła zatrudnić całodobową ochronę użytkowanego terenu stacji. Od 1 listopada, po przeprowadzeniu prac adaptacyjnych, przewoźnik rozpoczął obsługę zespołów 14WE, które dotychczas utrzymywały Koleje Mazowieckie. W połowie listopada na stacji nocowało 25 z 31 zespołów wówczas posiadanych przez spółkę. W hali całopociągowej przeprowadzane były prace w ramach obsługi technicznej poziomów P1 i P2 w systemie całodobowym taboru SKM Warszawa oraz sporadycznie wykonywane były tu również prace obsługowe składów pociągowych PKP Intercity. Hala przeglądowa natomiast była wykorzystywana jako zaplecze magazynowe. W tym samym roku przedsiębiorstwo podjęło decyzję o gruntownej modernizacji obiektu oraz uzyskało na nią zgodę od właściciela stacji, którym jest m.st. Warszawa.
Wiedząc, że z końcem 2013 PKP Intercity opuszczą teren stacji, w czerwcu 2013 przedsiębiorstwo rozpoczęło przygotowania do obsługi całej stacji będącej zapleczem i bocznicą kolejową przewoźnika. Wtedy również ruszyły przygotowania do kompleksowej modernizacji obiektu, która miała kosztować ponad 33 mln zł i zakończyć się w 2016. We wrześniu 2013 podpisano umowę z przedsiębiorstwem WS Atkins Polska pełniącym funkcję inwestora zastępczego, którego zadaniem było przygotowanie przetargu i wybór wykonawcy modernizacji w formule „projektuj i buduj”.
Od 1 stycznia 2014 przewoźnik jest jedynym użytkownikiem obiektu. Pod koniec czerwca 2014 zakończono pierwszy etap konkursu na modernizację, do którego przystąpiło pięć przedsiębiorstw. Przebudowa obejmująca naprawę układu torowego i hali przeznaczonej na magazyn, modernizację sieci trakcyjnej i hali pociągowej oraz budowę myjni całorocznej, budynku biurowego, dróg, chodników i parkingów miała kosztować około 40 mln zł brutto i zostać wykonana w ciągu 5 lat od podpisania umowy z wykonawcą.
31 grudnia 2014 SKM Warszawa podpisała z Trakcją PRKiI umowę na wykonanie dokumentacji projektowej i robót budowlano-montażowych na terenie zaplecza techniczno-postojowego Warszawa Szczęśliwice. Czas wykonania modernizacji to 24 miesiące, a jej koszt to 45 mln zł netto (56,5 mln zł brutto). Na początku maja 2015 przewoźnik planował zaciągnąć kredyt na realizację zadania w wysokości 40 mln zł. Pozostałe 16,5 mln zł miałoby pochodzić ze środków własnych.
W połowie grudnia 2016 inwestycja dobiegała końca. Wśród wykonanych prac znajdowała się m.in. modernizacja większości hali całopociągowej, do której dobudowano myjnię, a także elektryfikacja wszystkich torów na terenie stacji. Planowano wówczas, że wszystkie prace zostaną ukończone do końca roku, zaś w I kwartale następnego, po odbiorach technicznych i otrzymaniu pozwoleń, obiekt będzie całkowicie dostępny. Ostatecznie do końca 2016 wykonano wszystkie prace budowlano-montażowe oraz miały miejsce odbiory częściowe według branż. Cały projekt miał jednak wówczas trzymiesięczne opóźnienie nie z winy wykonawcy przebudowy, dlatego termin ukończenia inwestycji zmieniono na 31 marca 2017. Na początku roku rozpoczęto naprawianie usterek oraz procedurę uzyskania pozwolenia na użytkowanie. W połowie stycznia szacowano, że zostanie ono wydane do końca lutego. Ostatecznie modernizacja obiektu została zakończona 27 marca 2017.